# ماگاسلا
ماگاسلا (به اسپانیایی: Magacela) یک شهرستان در اسپانیا است که در استان باداخس واقع شده‌است.